# A Farria
A Farria es un lugar español situado en la parroquia de Junquera de Ambía, del municipio de Junquera de Ambía, en la provincia de Orense, Galicia.

## Demografía
| Gráfica de evolución demográfica de A Farria entre 2000 y 2022 |
|                                                                |
| Datos según el nomenclátor publicado por el INE.               |